# PJ Harvey

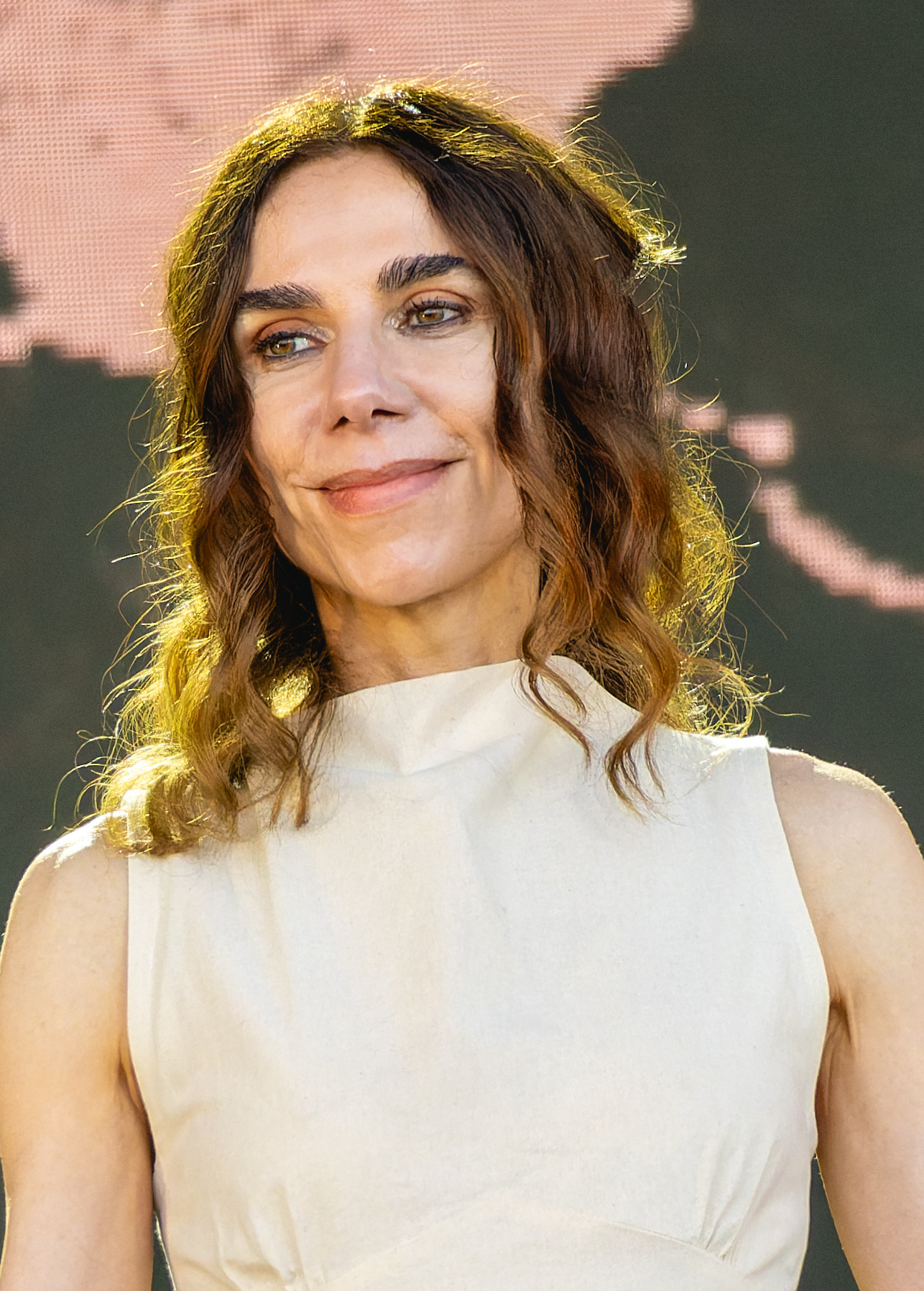
PJ Harvey (2024)

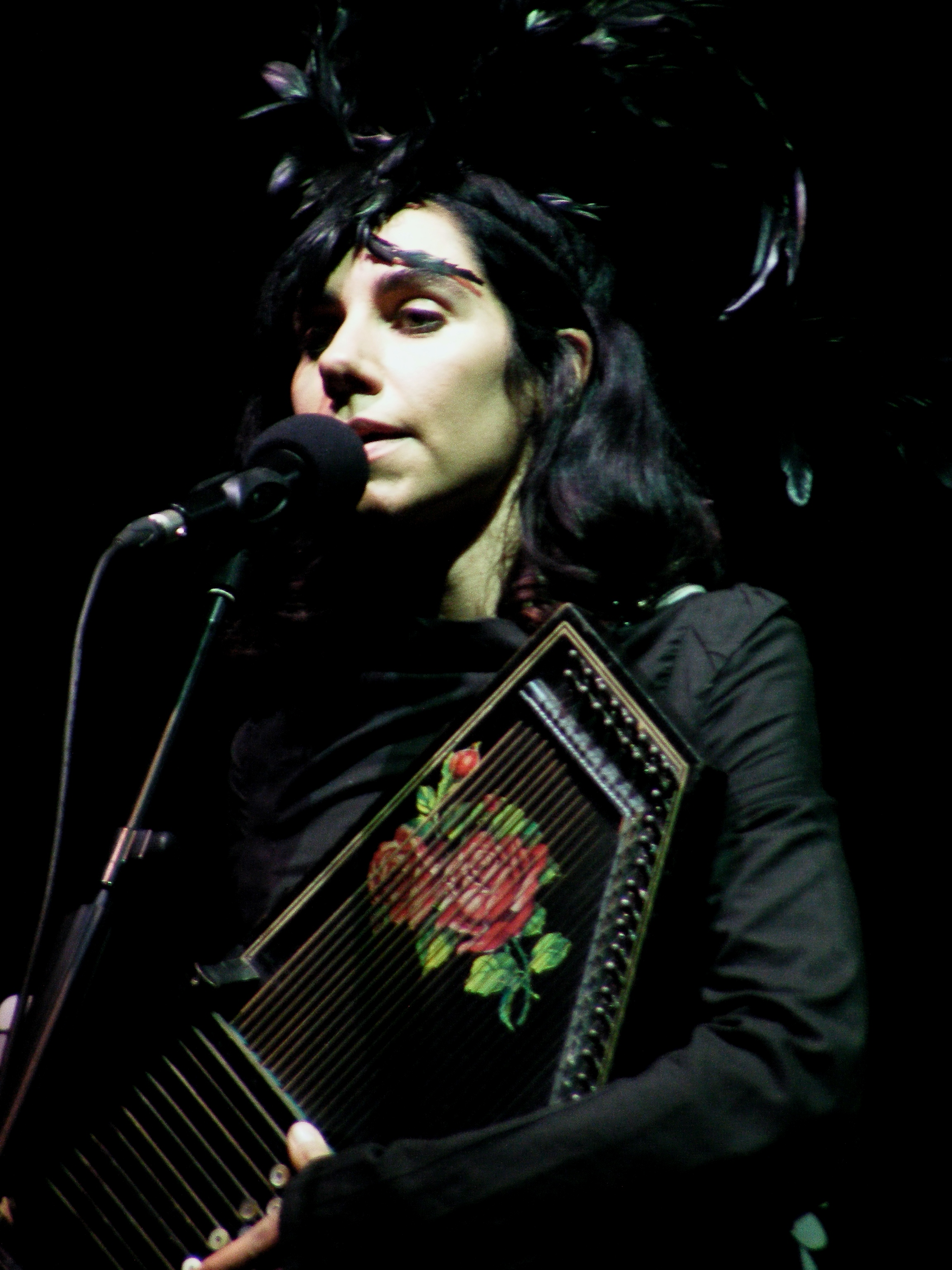
PJ Harvey (2011)

Polly Jean „PJ“ Harvey MBE (* 9. Oktober 1969 in Bridport, Dorset) ist eine britische Alternative-Sängerin und Songwriterin, Lyrikerin und bildende Künstlerin.

## Musikalische Laufbahn
PJ Harvey begann ihre musikalische Laufbahn in der Band Automatic Dlamini. Unter ihrem Namen PJ Harvey gründete sich später ein Trio. 1992 erschien das erste gemeinsame Album Dry beim Label Too Pure, mit dem die Band die Aufmerksamkeit der Independent-Szene auf sich zog.
1993 unterzeichnete Harvey einen Vertrag mit dem Plattenlabel Island Records. Anschließend veröffentlichte sie kurz hintereinander zwei Alben, Rid of Me in der originalen Besetzung und, nachdem sich Harvey entschlossen hatte, als Solokünstlerin weiterzumachen, das Album 4-Track Demos. Im selben Jahr tourte sie im Vorprogramm von U2.
1995 erschien ihr Album To Bring You My Love, das John Parish und Flood produzierten. Parish und Harvey hatten bereits in der Band Automatic Dlamini zusammengearbeitet. 1996 brachten der Multiinstrumentalist und Produzent und PJ Harvey gemeinsam Dance Hall at Louse Point heraus. Auf Nick Caves – mit dem sie in den 1990er Jahren eine Beziehung führte – Album Murder Ballads (1996) ist PJ Harvey als Duettpartnerin bei Henry Lee vertreten. Ebenso ist sie auf Trickys Album Angels with Dirty Faces (1998) beim Song Broken Homes Gastsängerin.
Mit ihrem Nachfolgealbum Is This Desire? (1998) konnte sie weder bei den Kritikern noch bei den Plattenkäufern an den Erfolg von To Bring You My Love anknüpfen. 1999 schloss sich Harvey wieder mit ihren alten Bandkollegen zusammen. Gemeinsam nahmen sie in Dorset und New York City das Album Stories from the City, Stories from the Sea (2000) auf. Für dieses Album, auf dem auch Thom Yorke (Radiohead) als Gastsänger dabei ist, bekam PJ Harvey 2001 den Mercury Music Prize verliehen. Auf dem Album It’s a Wonderful Life (2001) von Sparklehorse ist PJ Harvey als Gastsängerin und Musikerin vertreten.

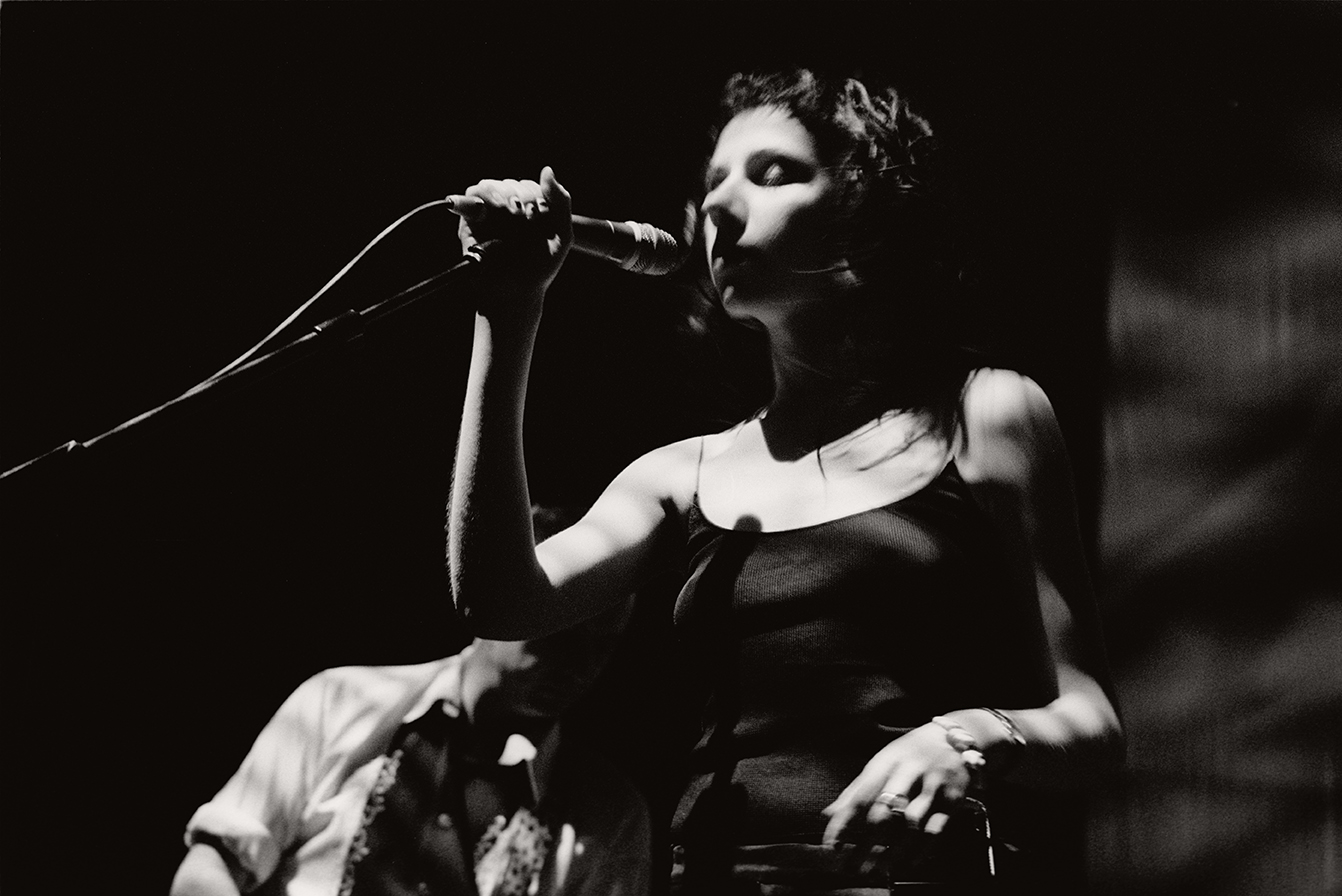
PJ Harvey (1998)

2003 wurde sie auf die Rancho De La Luna eingeladen, wo sie mit Josh Homme und anderen Künstlern zusammen an den Desert Sessions Volumes 9 & 10 gearbeitet hat. Im Mai 2004 erschien das Album Uh Huh Her, das stilistisch an Harveys frühere Alben anknüpft. Darüber hinaus war sie 2004 auch auf dem Album Bubblegum von Mark Lanegan vertreten. Hier lieferte sie die Stimme für die Songs Hit the City und Come to Me. 2004 arbeitete sie an dem Album Before the Poison von Marianne Faithfull mit, auf dem auch der Song No Child of Mine enthalten ist.
Mit dem im September 2007 erschienenen elegischen Album White Chalk hat Harvey auf den Einsatz der bis dahin meist dominierenden E-Gitarre verzichtet. Stattdessen ließ sie sich ausschließlich von akustischen Instrumenten – vorwiegend dem Klavier – begleiten und präsentierte sich stimmlich meist eine Tonlage höher.
Am 30. März 2009 wurde das Album A Woman a Man Walked By veröffentlicht, das Harvey erneut in Zusammenarbeit mit John Parish aufgenommen hat. Das achte Soloalbum der Britin, Let England Shake, erschien im Februar 2011. PJ Harvey bekam dafür zum zweiten Mal den Mercury Music Prize verliehen. Zahlreiche Magazine wählten Let England Shake zum Album des Jahres.
Neben ihrem Beruf als Musikerin trat PJ Harvey als Maria Magdalena in Hal Hartleys Spielfilm Das Buch des Lebens auf. Außerdem studierte sie am Central Saint Martins College of Art and Design in London und arbeitet als Bildhauerin. Im Juni 2013 wurde sie für ihre Verdienste um die Musik mit dem MBE ausgezeichnet. Königin Elisabeth II. überreichte ihr den Orden am 10. Dezember 2013 im Buckingham Palace. Im April 2016 erschien ihr neuntes Soloalbum The Hope Six Demolition Project.
2019 komponierte sie die gleichnamige Filmmusik für eine Theateradaption des Noël Coward Theatre unter der Regie von Ivo van Hove des Filmklassikers Alles über Eva, bei denen die Hauptdarstellerinnen Gillian Anderson und Lily James jeweils bei einem Lied als Gastsängerinnen zu hören sind.

## Einflüsse
Harvey nannte Jimi Hendrix, Howlin’ Wolf, Captain Beefheart, The Rolling Stones, Bob Dylan, Pixies, Patti Smith, Neil Young, Siouxsie Sioux, Erik Satie und Samuel Barber als Einflüsse.

## Diskografie

### Studioalben
| Jahr | Titel                                       | Höchstplatzierung, Gesamtwochen, AuszeichnungChartplatzierungen (Jahr, Titel, Platzierungen, Wochen, Auszeichnungen, Anmerkungen) | Höchstplatzierung, Gesamtwochen, AuszeichnungChartplatzierungen (Jahr, Titel, Platzierungen, Wochen, Auszeichnungen, Anmerkungen) | Höchstplatzierung, Gesamtwochen, AuszeichnungChartplatzierungen (Jahr, Titel, Platzierungen, Wochen, Auszeichnungen, Anmerkungen) | Höchstplatzierung, Gesamtwochen, AuszeichnungChartplatzierungen (Jahr, Titel, Platzierungen, Wochen, Auszeichnungen, Anmerkungen) | Höchstplatzierung, Gesamtwochen, AuszeichnungChartplatzierungen (Jahr, Titel, Platzierungen, Wochen, Auszeichnungen, Anmerkungen) | Anmerkungen                                                                                      |
| Jahr | Titel                                       | DE | AT | CH | UK | US | Anmerkungen                                                                                      |
| ---- | ------------------------------------------- | --- | --- | --- | --- | --- | ------------------------------------------------------------------------------------------------ |
| 1992 | Dry                                         | — | — | — | UK11 Silber · (6 Wo.)UK | — | Erstveröffentlichung: 30. März 1992                                                              |
| 1993 | Rid of Me                                   | DE58 (1 Wo.)DE | — | CH43 (1 Wo.)CH | UK3 Silber · (4 Wo.)UK | US158 (1 Wo.)US | Erstveröffentlichung: 4. Mai 1993                                                                |
| 1995 | To Bring You My Love                        | DE39 (10 Wo.)DE | AT73 (2 Wo.)AT | CH27 (5 Wo.)CH | UK12 Gold · (20 Wo.)UK | US40 (15 Wo.)US | Erstveröffentlichung: 27. Februar 1995 Wiederveröffentlichung: 11. September 2020 (2020 Repress) |
| 1998 | Is This Desire?                             | DE23 (3 Wo.)DE | — | — | UK17 Silber · (2 Wo.)UK | US54 (4 Wo.)US | Erstveröffentlichung: 28. September 1998                                                         |
| 2000 | Stories from the City, Stories from the Sea | DE24 (5 Wo.)DE | AT43 (4 Wo.)AT | CH26 (5 Wo.)CH | UK23 Platin · (17 Wo.)UK | US42 (9 Wo.)US | Erstveröffentlichung: 23. Oktober 2000                                                           |
| 2004 | Uh Huh Her                                  | DE36 (4 Wo.)DE | AT33 (5 Wo.)AT | CH17 (8 Wo.)CH | UK12 Silber · (3 Wo.)UK | US29 (5 Wo.)US | Erstveröffentlichung: 31. Mai 2004                                                               |
| 2007 | White Chalk                                 | DE54 (2 Wo.)DE | AT66 (2 Wo.)AT | CH21 (6 Wo.)CH | UK11 Silber · (4 Wo.)UK | US65 (3 Wo.)US | Erstveröffentlichung: 24. September 2007                                                         |
| 2011 | Let England Shake                           | DE20 (6 Wo.)DE | AT15 (6 Wo.)AT | CH4 (11 Wo.)CH | UK8 Gold · (25 Wo.)UK | US32 (3 Wo.)US | Erstveröffentlichung: 14. Februar 2011                                                           |
| 2016 | The Hope Six Demolition Project             | DE11 (3 Wo.)DE | AT8 (5 Wo.)AT | CH4 (9 Wo.)CH | UK1 (4 Wo.)UK | US63 (1 Wo.)US | Erstveröffentlichung: 15. April 2016                                                             |
| 2023 | I Inside the Old Year Dying                 | DE7 (2 Wo.)DE | AT6 (1 Wo.)AT | CH4 (5 Wo.)CH | UK5 (1 Wo.)UK | — | Erstveröffentlichung: 7. Juli 2023                                                               |

### Gemeinschaftsalben
| Jahr | Titel                     | Höchstplatzierung, Gesamtwochen, AuszeichnungChartplatzierungen (Jahr, Titel, Platzierungen, Wochen, Auszeichnungen, Anmerkungen) | Höchstplatzierung, Gesamtwochen, AuszeichnungChartplatzierungen (Jahr, Titel, Platzierungen, Wochen, Auszeichnungen, Anmerkungen) | Höchstplatzierung, Gesamtwochen, AuszeichnungChartplatzierungen (Jahr, Titel, Platzierungen, Wochen, Auszeichnungen, Anmerkungen) | Höchstplatzierung, Gesamtwochen, AuszeichnungChartplatzierungen (Jahr, Titel, Platzierungen, Wochen, Auszeichnungen, Anmerkungen) | Höchstplatzierung, Gesamtwochen, AuszeichnungChartplatzierungen (Jahr, Titel, Platzierungen, Wochen, Auszeichnungen, Anmerkungen) | Anmerkungen                                              |
| Jahr | Titel                     | DE | AT | CH | UK | US | Anmerkungen                                              |
| ---- | ------------------------- | --- | --- | --- | --- | --- | -------------------------------------------------------- |
| 1996 | Dance Hall at Louse Point | — | — | — | UK46 (1 Wo.)UK | US178 (1 Wo.)US | Erstveröffentlichung: 23. September 1996 mit John Parish |
| 2009 | A Woman a Man Walked By   | DE62 (1 Wo.)DE | AT55 (1 Wo.)AT | CH24 (3 Wo.)CH | UK25 (3 Wo.)UK | US80 (3 Wo.)US | Erstveröffentlichung: 30. März 2009 mit John Parish      |

### Kompilationen
| Jahr | Titel                     | Höchstplatzierung, Gesamtwochen, AuszeichnungChartplatzierungen (Jahr, Titel, Platzierungen, Wochen, Auszeichnungen, Anmerkungen) | Höchstplatzierung, Gesamtwochen, AuszeichnungChartplatzierungen (Jahr, Titel, Platzierungen, Wochen, Auszeichnungen, Anmerkungen) | Anmerkungen                            |
| Jahr | Titel                     | DE | UK | Anmerkungen                            |
| ---- | ------------------------- | --- | --- | -------------------------------------- |
| 2022 | B-Sides, Demos & Rarities | DE55 (1 Wo.)DE | UK96 (1 Wo.)UK | Erstveröffentlichung: 4. November 2022 |

Weitere Kompilationen
- 2004: iTunes Originals
- 2006: The Peel Sessions 1991–2004

### EPs
- 1995: The B-Sides
- 2011: iTunes Session

### Soundtracks
- 2019: All About Eve
- 2022: Bad Sisters

### Demos
| Jahr | Titel                                               | Höchstplatzierung, Gesamtwochen, AuszeichnungChartplatzierungen (Jahr, Titel, Platzierungen, Wochen, Auszeichnungen, Anmerkungen) | Höchstplatzierung, Gesamtwochen, AuszeichnungChartplatzierungen (Jahr, Titel, Platzierungen, Wochen, Auszeichnungen, Anmerkungen) | Höchstplatzierung, Gesamtwochen, AuszeichnungChartplatzierungen (Jahr, Titel, Platzierungen, Wochen, Auszeichnungen, Anmerkungen) | Höchstplatzierung, Gesamtwochen, AuszeichnungChartplatzierungen (Jahr, Titel, Platzierungen, Wochen, Auszeichnungen, Anmerkungen) | Anmerkungen                                                                               |
| Jahr | Titel                                               | DE | AT | CH | UK | Anmerkungen                                                                               |
| ---- | --------------------------------------------------- | --- | --- | --- | --- | ----------------------------------------------------------------------------------------- |
| 1993 | 4-Track Demos                                       | — | — | — | UK19 (2 Wo.)UK | Erstveröffentlichung: 19. Oktober 1993                                                    |
| 2020 | Dry – Demos                                         | — | — | CH27 (1 Wo.)CH | UK59 (1 Wo.)UK | Erstveröffentlichung: 24. Juli 2020                                                       |
| 2020 | To Bring You My Love – Demos                        | DE*DE | — | — | UK71 (1 Wo.)UK | Erstveröffentlichung: 11. September 2020 *siehe To Bring You My Love                      |
| 2021 | Is This Desire? – Demos                             | DE*DE | AT62 (1 Wo.)AT | CH15 (1 Wo.)CH | — | Erstveröffentlichung: 29. Januar 2021 *siehe Is This Desire?                              |
| 2021 | Stories from the City, Stories from the Sea – Demos | DE*DE | AT28 (1 Wo.)AT | CH25 (1 Wo.)CH | UK71 (1 Wo.)UK | Erstveröffentlichung: 26. Februar 2021 *siehe Stories from the City, Stories from the Sea |
| 2022 | Let England Shake – Demos                           | DE*DE | — | — | — | Erstveröffentlichung: 28. Januar 2022 *siehe Let England Shake                            |

### Singles
| Jahr | Titel Album                                                     | Höchstplatzierung, Gesamtwochen, AuszeichnungChartsChartplatzierungen (Jahr, Titel, Album, Platzierungen, Wochen, Auszeichnungen, Anmerkungen) | Anmerkungen                                                                        |
| Jahr | Titel Album                                                     | UK | Anmerkungen                                                                        |
| ---- | --------------------------------------------------------------- | --- | ---------------------------------------------------------------------------------- |
| 1992 | Sheela-Na-Gig Dry                                               | UK69 (1 Wo.)UK | Erstveröffentlichung: Februar 1992                                                 |
| 1993 | 50ft Queenie Rid of Me                                          | UK27 (2 Wo.)UK | Erstveröffentlichung: April 1993                                                   |
| 1993 | Man-Size Rid of Me                                              | UK42 (2 Wo.)UK | Erstveröffentlichung: Juli 1993                                                    |
| 1995 | Down by the Water To Bring You My Love                          | UK38 (2 Wo.)UK | Erstveröffentlichung: Februar 1995                                                 |
| 1995 | C’mon Billy To Bring You My Love                                | UK29 (2 Wo.)UK | Erstveröffentlichung: Juli 1995                                                    |
| 1995 | Send His Love to Me To Bring You My Love                        | UK34 (2 Wo.)UK | Erstveröffentlichung: Oktober 1995                                                 |
| 1996 | Henry Lee Murder Ballads                                        | UK36 (1 Wo.)UK | Erstveröffentlichung: 26. Februar 1996 Nick Cave and the Bad Seeds feat. PJ Harvey |
| 1996 | That Was My Veil Dance Hall at Louse Point                      | UK75 (1 Wo.)UK | Erstveröffentlichung: 14. Oktober 1996 mit John Parish                             |
| 1998 | Broken Homes Angels with Dirty Faces                            | UK25 (2 Wo.)UK | Erstveröffentlichung: Mai 1998 Tricky feat. PJ Harvey                              |
| 1998 | A Perfect Day Elise Is This Desire?                             | UK25 (2 Wo.)UK | Erstveröffentlichung: 14. September 1998                                           |
| 1999 | The Wind Is This Desire?                                        | UK29 (2 Wo.)UK | Erstveröffentlichung: 11. Januar 1999                                              |
| 2000 | Good Fortune Stories from the City, Stories from the Sea        | UK41 (2 Wo.)UK | Erstveröffentlichung: 13. November 2000                                            |
| 2001 | A Place Called Home Stories from the City, Stories from the Sea | UK43 (2 Wo.)UK | Erstveröffentlichung: 26. Februar 2001                                             |
| 2001 | This Is Love Stories from the City, Stories from the Sea        | UK41 (1 Wo.)UK | Erstveröffentlichung: 8. Oktober 2001                                              |
| 2004 | The Letter Uh Huh Her                                           | UK28 (2 Wo.)UK | Erstveröffentlichung: 17. Mai 2004                                                 |
| 2004 | You Come Through Uh Huh Her                                     | UK41 (2 Wo.)UK | Erstveröffentlichung: 19. Juli 2004                                                |
| 2004 | Shame Uh Huh Her                                                | UK45 (1 Wo.)UK | Erstveröffentlichung: 20. September 2004                                           |

Weitere Singles
- 1991: Dress
- 2007: The Piano
- 2008: Good Fortune
- 2008: The Devil
- 2009: Black Hearted Love
- 2011: The Words That Maketh Murder
- 2011: The Glorious Land
- 2012: Written on the Forehead
- 2016: The Wheel
- 2016: The Community of Hope

## Auszeichnungen für Musikverkäufe
| Silberne Schallplatte - Frankreich - 1999: für das Album Is This Desire? - 2000: für das Album Stories from the City, Stories from the Sea Goldene Schallplatte - Belgien - 2006: für das Album Stories from the City, Stories from the Sea - 2007: für das Album To Bring You My Love - Neuseeland - 2001: für das Album Stories from the City, Stories from the Sea | Platin-Schallplatte - Australien - 2007: für das Album Stories from the City, Stories from the Sea |

Anmerkung: Auszeichnungen in Ländern aus den Charttabellen bzw. Chartboxen sind in ebendiesen zu finden.
| Land/RegionAuszeichnungen für Musikverkäufe (Land/Region, Auszeichnungen, Verkäufe, Quellen) | Silber     | Gold     | Platin     | Verkäufe | Quellen         |
| -------------------------------------------------------------------------------------------- | ---------- | -------- | ---------- | -------- | --------------- |
| Australien (ARIA)                                                                            | —          | —        | Platin1    | 70.000   | aria.com.au     |
| Belgien (BRMA)                                                                               | —          | 2× Gold2 | —          | 50.000   | ultratop.be BE2 |
| Frankreich (SNEP)                                                                            | 2× Silber2 | —        | —          | 100.000  | infodisc.fr     |
| Neuseeland (RMNZ)                                                                            | —          | Gold1    | —          | 7.500    | Einzelnachweise |
| Vereinigtes Königreich (BPI)                                                                 | 5× Silber5 | 2× Gold2 | Platin1    | 800.000  | bpi.co.uk       |
| Insgesamt                                                                                    | 7× Silber7 | 5× Gold5 | 2× Platin2 |          |                 |

## Lyrik und Dokumentarfilm
Im Oktober 2015 veröffentlichte Harvey ihren ersten Gedichtband The Hollow of the Hand, eine Zusammenarbeit mit dem Fotografen Seamus Murphy. Als Vorbereitung reisten Harvey und Murphy in den Kosovo, nach Afghanistan und nach Washington, D.C. Ihre Erfahrungen wurden in Seamus Murphys Film A Dog Called Money dokumentiert, der 2019 in den britischen und deutschen Kinos zu sehen war. Murphy hatte zuvor bereits zwölf Kurzfilme für Harveys Album Let England Shake verantwortet.
2022 veröffentlichte Harvey den Versroman Orlam, der im Dialekt ihrer Heimat Dorset geschrieben ist und an dem sie sechs Jahre arbeitete.

## Literarische Werke
- PJ Harvey, Seamus Murphy: The Hollow of the Hand. Bloomsbury Academic, 2015, ISBN 978-1-40887-065-5.
- PJ Harvey: Orlam. Picador, 2022, ISBN 978-1-52906-311-0.